# 태영공항리무진
태영공항리무진(泰榮空港―)은 태영운송그룹 산하의 부산광역시의 공항버스 자회사로 태영버스의 방계회사이다.

## 연혁
- 2008년 4월 1일: 태영공항리무진 운행개시
- 2008년 7월 31일: 태영버스에서 분할하여 설립
- 2009년 8월 1일: 1,2 노선 확정
- 2012년 4월 20일: 해운대 2-2 노선 신설[1]
- 2024년 7월 19일: 공항리무진 1,2 노선 운행 중단.

## 이전 차고지
- 경상남도 김해시 가락로 256 (구산동) (본사 ; 김해공항리무진 정비)
- 부산광역시 강서구 공항진입로 108 (대저2동) (김해공항 ; 7100번, 7101번 시종착)

## 운행 노선
|  | 충무동       | 김해국제공항   | 서면롯데호텔↔서면1번가↔현대백화점↔부산진역↔부산역↔영주동↔중앙동↔연안여객터미널↔자갈치시장   | 05:40 | 19:40 | 30분 | 30분 | 30분 | 부산역 경유     |
|  | 김해국제공항 | 해운대신시가지 | 대남교차로↔금련산역↔수영교차로↔센텀호텔→동백섬(해운대신시가지방면만)→해운대(신시가지방면만) | 05:10 | 19:50 | 25분 | 25분 | 25분 | 수영교차로 경유 |

## 보유 차량
자일대우
- 자일대우 FX II 116 크루징 애로우
- 자일대우 FX II 116S
- 자일대우 FX116 하모니

현대자동차
- 현대 유니버스 스페이스 럭셔리
- 현대 뉴 프리미엄 유니버스 스페이스 럭셔리
- 현대 유니버스 스페이스 엘레강스

## 갤러리

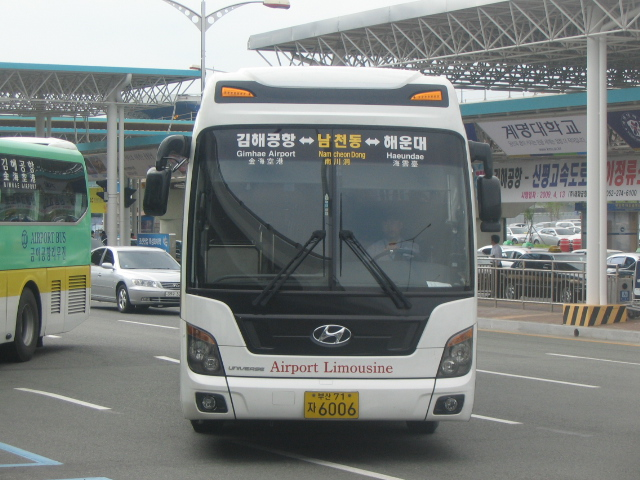
김해공항버스 7101번 (리무진 2번)
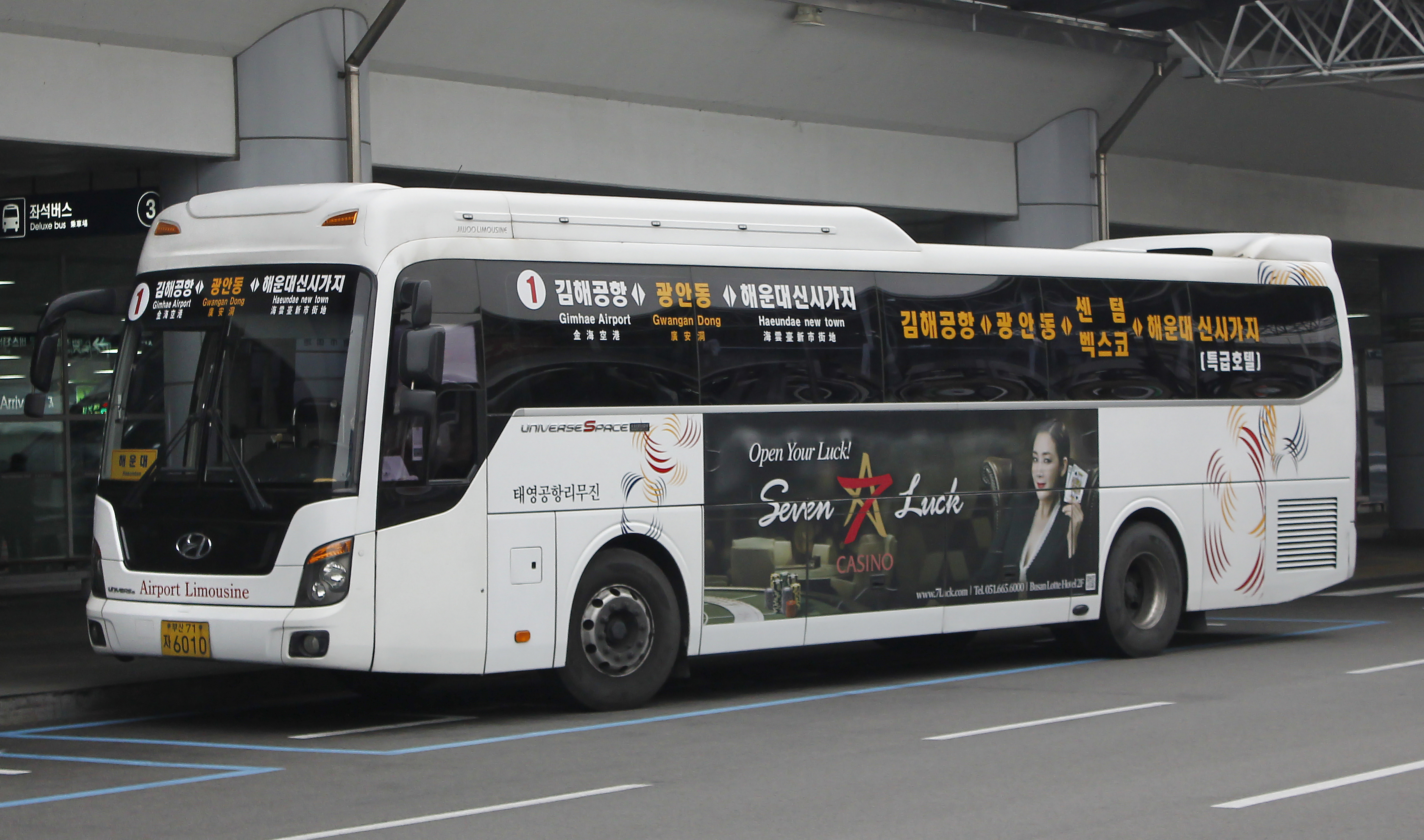
부산 태영공항리무진 1번